# Ахметшин, Каюм Хабибрахманович
Каюм Хабибрахманович Ахметшин (баш. Әхмәтшин Ҡәйүм Хәбибрахман улы; 24.06.1909—10.11.1943) — советский военнослужащий, участник Великой Отечественной войны, Герой Советского Союза, помощник командира сабельного взвода 58-го гвардейского кавалерийского полка 16-й гвардейской кавалерийской дивизии, сформированной в декабре 1941 года в Уфе, как 112-я Башкирская кавалерийская дивизия, 7-го кавалерийского корпуса 61-й армии Центрального фронта, гвардии старшина.

## Биография
Родился 24 июня (7 июля) 1909 года в деревне Кара-Кусюк Орского уезда Оренбургской губернии. Башкир. Образование начальное. До 1929 года занимался земледелием в хозяйстве отца. С мая 1929 года по апрель 1932 года работал секретарём Алексеевского сельсовета Зианчуринского района. В 1932—34 годах служил в Красной Армии. В 1934—1941 годах работал инспектором пожарной охраны Зианчуринского, Хайбуллинского районных отделов НКВД Башкирской АССР. Член ВКП(б) с 1939 года.
В Красную Армию вновь призван в декабре 1941 года Хайбуллинским райвоенкоматом Башкирской АССР.
Гвардии старшина К. X. Ахметшин особо отличился при форсировании реки Днепр 27 сентября 1943 года. Одно из отделений взвода попало под обстрел артиллерии противника. Осколок снаряда пробил лодку. Следовавший недалеко от повреждённой лодки на плоту К. X. Ахметшин, на ходу перебрался в неё, заткнул пробоину и благополучно переправил лодку на правый берег.
На западном берегу Днепра со своим взводом он попал в окружение. Во время боя с гитлеровцами кончились боеприпасы. К. X. Ахметшин, уничтожив станковый пулемёт противника, поднял взвод в атаку. В рукопашном бою взвод уничтожил двадцать пять солдат неприятеля, прорвал кольцо окружения и вышел к своему эскадрону.
Ахметшин К. Х. погиб в бою 10 ноября 1943 года в районе города Речица..
Указом Президиума Верховного Совета СССР «О присвоении звания Героя Советского Союза генералам, офицерскому, сержантскому и рядовому составу Красной Армии» от 15 января 1944 года «за образцовое выполнение боевых заданий командования на фронте борьбы с немецко-фашистскими захватчиками и проявленные при этом мужество и героизм» посмертно присвоено звание Героя Советского Союза.
Похоронен в деревне Уборок Лоевского района Гомельской области Белоруссии.

## Награды
- Медаль «Золотая Звезда» Героя Советского Союза (15.01.1944)[4]
- Орден Ленина

## Память
- Имя Героя К. X. Ахметшина присвоено:

Улица в селе Идельбаково Зианчуринского района.
Абишевской средней школе в Хайбуллинском районе;
улицам в районном центре — селе Акъяр, в селе Исянгулово Зианчуринского района, а также в селе Подольск и селе Макан Хайбуллинского района
- В центре села Исянгулово установлен монумент.
- Имя К. Х. Ахметшина высечено золотыми буквами на мемориальных досках вместе с именами всех 78-и Героев Советского Союза 112-й Башкирской (16-й гвардейской Черниговской) кавалерийской дивизии, установленных в Национальном музее Республики Башкортостан (город Уфа, улица Советская, 14) и в Музее 112-й (16-й гвардейской) Башкирской кавалерийской дивизии.
- В 2019 году на месте исчезнувшего села Каракусюк в честь Героя Советского Союза Каюма Ахметшина установлена памятная плита.
- В Лоеве Гомельской области Беларуси установлена мемориальная доска К. Х. Ахметшину[9].